# Cornu Luncii
Cornu Luncii è un comune della Romania di 7 482 abitanti, ubicato nel distretto di Suceava, nella regione storica della Moldavia e Bucovina. 
Il comune è formato dall'unione di 9 villaggi: Băișești, Brăiești, Cornu Luncii, Dumbrava, Păiseni, Sasca Mare, Sasca Mică, Sasca Nouă, Șinca.